# Ichijō Kanesada
Ichijō Kanesada est un nom japonais traditionnel ; le nom de famille (ou le nom d'école), Ichijō, précède donc le prénom (ou le nom d'artiste).
Ichijō Kanesada (一条 兼定, 1543-27 juillet 1585) est un des chefs de la famille Ichijō dans la province de Tosa à la fin de l'époque Sengoku du Japon féodal. Il est fils d'Ichijō Fusamichi.
Chrétien, son nom de baptême est Don Paulo (ドン・パウロ, Don Pauro).

## Source de la traduction
- (en) Cet article est partiellement ou en totalité issu de l’article de Wikipédia en anglais intitulé « Ichijō Kanesada » (voir la liste des auteurs).